# Sobrenome chinês
Um sobrenome chinês, nome de família (chinês: 姓, pinyin: xìng) ou nome de clã (氏; pinyin: shì) é um dos cem mil sobrenomes que foram historicamente usados pela etnia han e os grupos étnicos chineses sinicizados na China continental, Taiwan e as comunidades de Tusão. As expressões coloquiais lao bai xing (老百姓; traduzido "cem sobrenomes antigos"), ou bǎi xìng (百姓, traduzido "centenas de sobrenomes") são usadas no chinês para significar "povo ordinário", "o povo," ou "plebeus." Bǎi jiā xìng (百家姓) é também usado para nomear à lista dos cem sobrenomes mais comuns.
Os sobrenomes chineses são patrilineais, passados de pai para filho. (Em casos de adoção, o adotado normalmente também toma o mesmo sobrenome.) As mulheres chinesas, depois do casamento, típicamente retém seu sobrenome de nascimento. Historicamente, contudo, só os homens chineses possuíam o xìng (sobrenome), além de de shì; a mulher tinha só o último, e depois do matrimônio tomava o xing de seu marido.